# 오사바촌
오사바촌(小鯖村)은 일본 야마구치현 요시키군에 설치되었던 촌이다. 현재의 야마구치시의 일부에 해당한다.